# Paectes curvilinea
Paectes curvilinea là một loài bướm đêm trong họ Noctuidae.